# 田上郷吉
田上 郷吉（たがみ さときち、1874年(明治7年)7月30日 - 1959年(昭和34年)7月7日）は日本の元船長。
一般社団法人日本海事検定協会初代会長。勲四等旭日小綬章受章者。

## 経歴
山口県佐波郡右田村に生まれる。
1894年(明治27年)7月 - 官立商船学校航海科に入学。在学中、英国に留学し約5年間にわたり同国帆船に乗船し、航海運用術及び先進各国の海運状況を研究した。
1899年(明治32年)7月 - 官立商船学校航海科卒業と同時に大阪商船株式会社に入社。累進して船長となる。
1906年(明治39年)10月 - 嘱望されて台湾総督府海事官に就任。同時に土木技術士を兼任した。この間に英国ロイド保険協会の台湾全島における海事鑑定人も委嘱された。
1917年(大正6年)2月 - 神戸に田上海事事務所を開設し海事鑑定・検査業務に従事。
1918年(大正7年)8月20日 - 田上海事事務所は日本海事組合に吸収合併され、同組合の会長となる。
1926年(大正15年)10月 - 日本海事組合は日本海事検定協会と名称を変更し、同協会の初代会長となる。
1944年(昭和19年) - 会長を退任し顧問に就任。後任の会長には瀬川直一が就任。
1959年(昭和34年)7月7日 - 死去。正五位として勲四等旭日小綬章受賞。

## 家族
- 父・田上由平 ‐ 長州藩士。家老職。[2][3]
- 兄・江村義三郎（1872-） ‐ 由平の三男。小野田セメント製造取締役・江村源助の娘婿。大阪鉄工所、戸畑鋳物、日立造船各取締役。東京帝国大学工科大学機械科卒。三島由紀夫の姻戚でもあり（三島の叔母の夫が義三郎の子）、三島の『愛の渇き』の舞台となった。娘婿に平賀義美の四男で住友林業取締役の平賀五郎、ヒガシマル醤油創業家の竹内伊八郎２代目（春平）。[3][4][5]
- 妻・スエコ ‐ 江村源助の三女。[2]
- 長女・マツエ ‐ 男爵田中芳男の孫・田中豊男の妻。[2]